# Cricetulus
Cricetulus es un género de roedores de la familia Cricetidae.

## Especies
Son reconocidas como válidas las siguientes especies:
- Cricetulus alticola Thomas, 1917
- Cricetulus barabensis (Pallas, 1773)
- Cricetulus kamensis (Satunin, 1903)
- Cricetulus longicaudatus (Milne-Edwards, 1867)
- Cricetulus migratorius (Pallas, 1773)
- Cricetulus sokolovi Orlov & Malygin, 1988